# Distoleon monardi
Distoleon monardi är en insektsart som först beskrevs av Peter Esben-Petersen 1931. 
Distoleon monardi ingår i släktet Distoleon och familjen myrlejonsländor. Inga underarter finns listade i Catalogue of Life.